# Tornado
Tornado (z hiszp. tornar – kręcić się), trąba powietrzna – gwałtownie wirująca kolumna powietrza, będąca jednocześnie w kontakcie z powierzchnią ziemi i podstawą cumulonimbusa. Tornada osiągają różne rozmiary. Zwykle przyjmują postać widzialnego leja kondensacyjnego, węższym końcem dotykającego ziemi. Dolna część leja jest często otoczona chmurą odłamków i pyłu. Widoczna część zawirowania poniżej podstawy chmury burzowej stanowi ok. 10% całego procesu, który wówczas zachodzi.

Tornado w okolicach Elie w Manitobie (Kanada), które spowodowało zniszczenia kategorii F5.

Tornada zaobserwowano na każdym kontynencie oprócz Antarktydy, jednak najwięcej tornad rocznie notuje się w Stanach Zjednoczonych. Większość ma prędkość wiatru nie większą niż 180 km/h, szerokość leja do 75 metrów i pozostaje w kontakcie z powierzchnią ziemi na tyle długo, by przemierzyć po jej powierzchni kilka kilometrów. Najsilniejsze wytwarzają wiatr o prędkości do 480 km/h (tornado w okolicach Oklahoma City, 3 maja 1999), osiągają szerokość leja wynoszącą 2 km i przemierzają do 100 km. Największe tornado w historii miało ponad 4 km szerokości (tornado w okolicach El Reno, 31 maja 2013). Intensywność tornad mierzy się w skali Fujity lub w skali TORRO. Większość najbardziej niszczycielskich zjawisk formuje się w chmurach burzowych zwanych superkomórkami. W Polsce tornada są nazywane trąbami powietrznymi i mają przeważnie znacznie mniejszą siłę, niż zjawiska występujące w Alei Tornad.

## Rodzaje i powstawanie tornad

### Podział ze względu na sposób tworzenia się

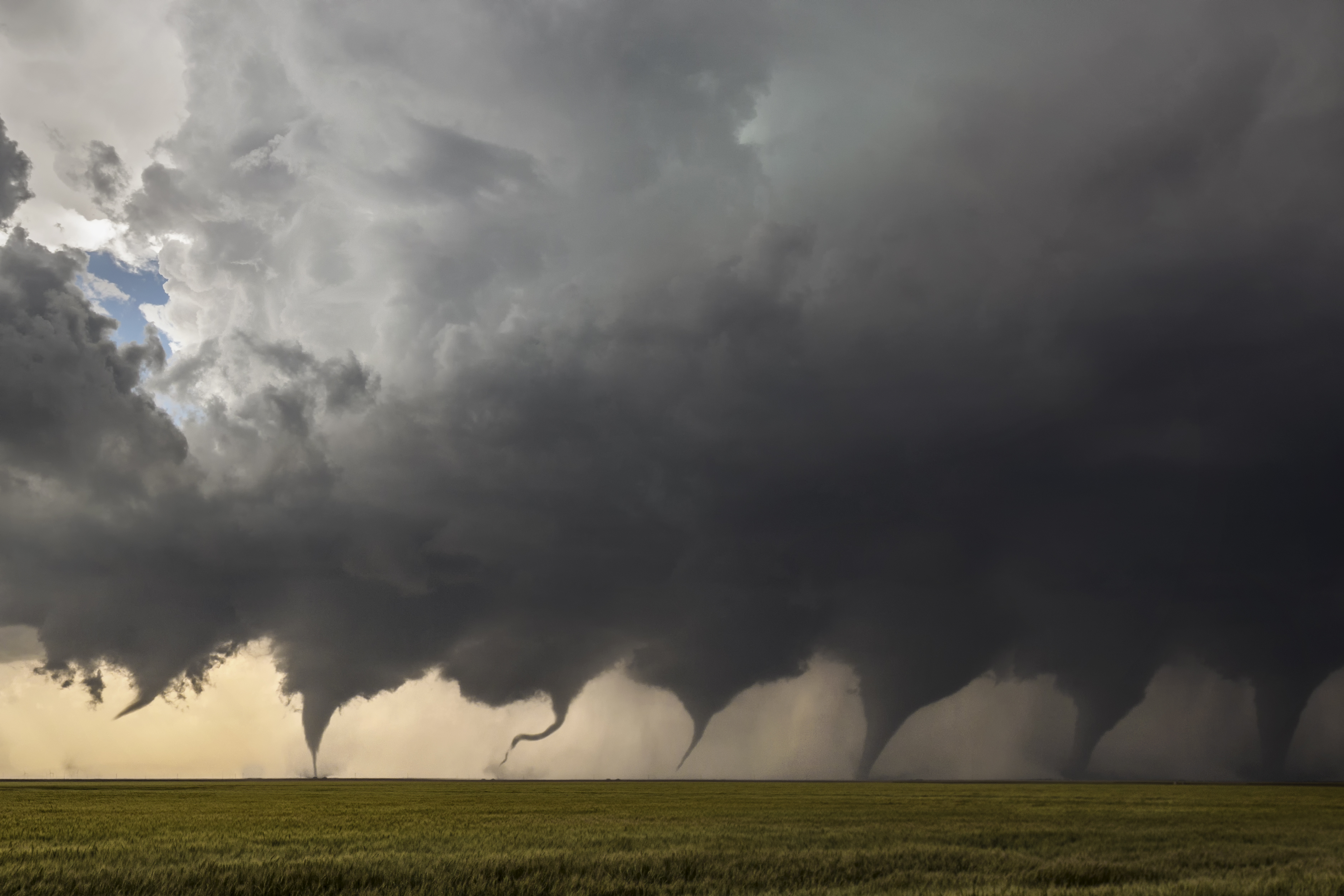
Etapy formowania się trąby powietrznej.

Ze względu na warunki, w których powstają, wszystkie tornada można podzielić na dwie główne grupy:
Tornado superkomórkowe (tornado związane z mezocyklonem)
Najbardziej klasyczny i zazwyczaj najgroźniejszy rodzaj tornada. Mają kształt leja o różnej średnicy (od cienkich przypominających sznurek do bardzo szerokich). Stanowią większość najbardziej niszczycielskich tornad, a najsilniejsze z nich osiągają prędkość wiatru do 480 km/h (EF5 w skali Fujity). Procesy fizyczne związane z powstawaniem cyrkulacji powietrza w tornadzie superkomórkowym związane są z niestabilną konwekcyjnie atmosferą, obecnością mezocyklonu w superkomórkach burzowych oraz istnieniem zmian kierunku i prędkości wiatru z wysokością.
Powstawanie
Chmury powstają, gdy parujące powietrze ochładza się w miarę wysokości, aż w końcu się skrapla. Cumulonimbusy (chmury burzowe) powstają zazwyczaj, gdy ciepłe powietrze zderza się z chłodnym. Zimne powietrze, jako cięższe, wsuwa się pod ciepłe i wypycha je w górę. Tak silnie wstępujące masy powietrza zwykle powiększają chmurę do rozmiarów cumulonimbusa. Chmury te mogą także powstawać w inny sposób. Wewnątrz chmury wytwarzane jest dodatkowe ciepło, które nie tylko pomaga chmurze rosnąć, ale także zasysa dodatkowe masy powietrza. Jeżeli będą występować różne kierunki wiatrów na różnych wysokościach, powietrze wewnątrz chmury może zostać wprawione w ruch wirowy. Ten pionowy, wstępujący ruch powietrza nazywany jest mezocyklonem. Chmura w której on występuje nazywana jest superkomórką. Cumulonimbusy zawdzięczają swój kształt kowadła niewidzialnemu powietrznemu sufitowi zwanemu Tropopauzą. Gdy wstępujące powietrze do niej dociera, nie jest w stanie dalej parować, więc rozlewa się na boki.

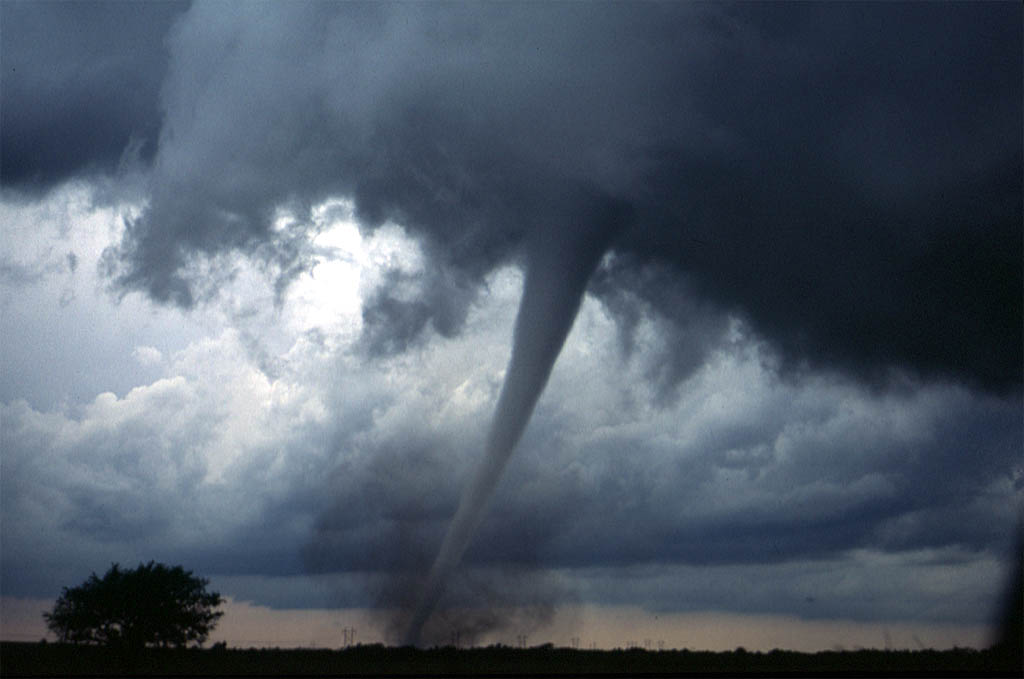
Tornado z widoczną chmurą stropową

Mezocyklony wsysają ogromne masy powietrza, więc w superkomórkach prądy są na tyle silne, aby przebić się przez tropopauzę. Do powstania tornada potrzebny jest także prąd skierowany ku ziemi (prąd zstępujący). Występuje na przednich częściach burzy. Prądy wsysane przez mezocyklon po drodze także się ochładzają. Na brzegach superkomórki (gdyż tam oddziaływanie silnych prądów wstępujących jest o wiele słabsze) powietrze ochładza się i przez to zwiększa masę, w efekcie opada w dół. Może wtedy powstać tzw. wiatr szkwałowy (o którym mowa będzie poniżej). Jeśli jednak przy opadaniu prądy wstępujące go odchylą, zacznie wirować. Powstanie wtedy nisko zawieszona obracająca się w poziomie chmura stropowa. Kiedy prąd zstępujący dotknie ziemi staje się tornadem. Tornada wsysają to co jest w ich pobliżu, ponieważ wewnątrz leja ciśnienie jest o wiele niższe niż na zewnątrz.
Trąby lądowe i wodne (tornado niezwiązane z mezocyklonem)
To rodzaj tornad, których powstanie nie jest związane z działalnością mezocyklonu w superkomórce burzowej. Nazwę trąby lądowe (ang. landspout) zaproponował Howard B. Bluestein w latach 80. XX wieku i szybko stała się powszechnie używana. Są nazwane przez analogię do trąb wodnych, ale występują nad lądem. Trąby lądowe związane są z komórkami chmurowymi cumulus congestus, a nawet zwykłymi cumulusami. A dokładnie liniami frontalnymi, czyli wszędzie gdzie horyzontalna zmiana prędkości wiatru przyczynia się do tworzenia cyrkulacji powietrza. W odróżnieniu od tornad superkomórkowych wir powietrza potrzebny do utworzenia trąby lądowej jest skoncentrowany w warstwie granicznej, czyli poniżej podstawy chmur. Warunkiem powstawania trąb lądowych jest dobrze wymieszana warstwa graniczna, w której istnieje zmiana temperatury w pionie z tzw. gradientem suchoadiabatycznym (niestabilna atmosfera), co pozwala na silny ruch wstępujący. Procesy dynamiczne tworzenia się trąb lądowych podobne są do trąb wodnych, które powstają zazwyczaj w rejonach tropikalnych nad wodą lub w rejonach gdzie zimne powietrze przemieszcza się nad ciepłą wodą, co powoduje dużą niestabilność w warstwie granicznej. Jednak te procesy są różne od dynamiki tornad superkomórkowych.
Trąby lądowe często powstają w silnych prądach wznoszących z chmur kłębiastych (zazwyczaj burzowych), gdy wiatry blisko powierzchni ziemi wieją z przeciwnych stron. Te tornada są zwykle o wiele słabsze od tornad superkomórkowych, ale najsilniejsze mogą osiągać w skali Fujity siłę F2, a w ekstremalnych przypadkach F3. Mają zwykle kształt wąskiej rury, są smuklejsze niż tornada powstałe za sprawą mezocyklonu. Charakteryzują się mniejszym i węższym lejem kondensacyjnym, który zazwyczaj nie osiąga powierzchni ziemi, a pierwszymi, widocznymi objawami pojawienia się trąb lądowych są unoszone odłamki. Dopiero potem wir jest widoczny przy powierzchni ziemi dzięki pyłom zawieszonym w powietrzu i rozpoczęciu kondensacji. Mogą tworzyć się gdziekolwiek pojawia się burza: najczęściej w rozwijających się komórkach burzowych, ale także w przechodzących chłodnych frontach atmosferycznych, a nawet w superkomórkach. Możliwe jest również ich pojawienie się w wypiętrzających się cumulusach. Ich cykl życia i proces powstania może trwać kilka minut. Skala przestrzenna tornad lądowych jest mała, stąd trudno je przewidzieć.

### Inne specyficzne typy tornad

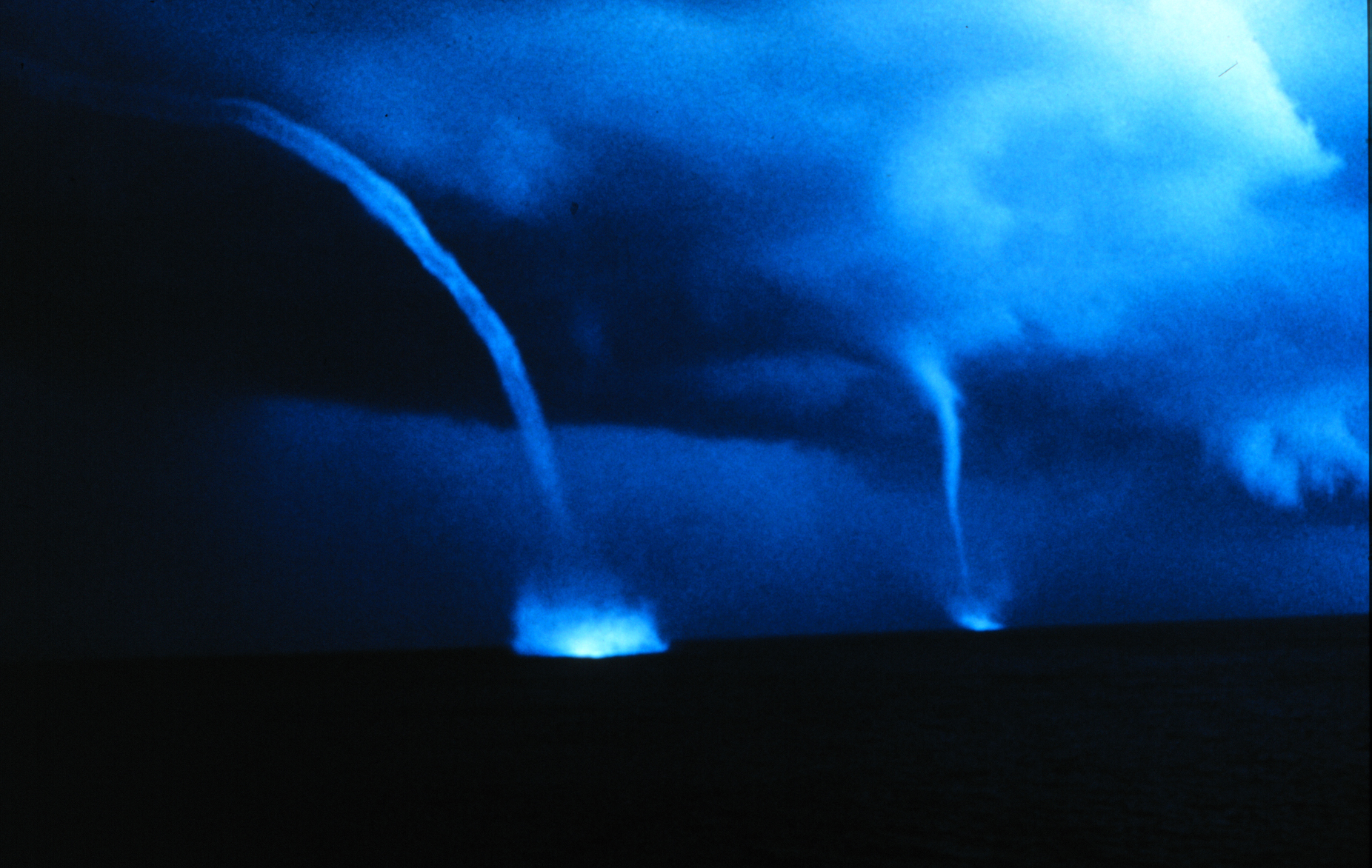
Trąby powietrzne nad obszarem wodnym (trąby wodne)

Tornado z wieloma wirami
Tornado, w którym dwa lub więcej wiry obracają się wokół wspólnego środka. Występują często w intensywnych tornadach. Tego typu tornada zostawiają wąskie pasy silniejszych zniszczeń. Czasami trudno jest zauważyć wiry oddzielnie ze względu na maskującą rolę odłamków niesionych przez tornada.
Tornado satelickie
To słabsze tornado, które tworzy się blisko większego tornada w obrębie tego samego mezocyklonu. Tornado satelickie wydaje się obracać wokół większego wiru.
Trąby wodne

Tak określa się tornada i trąby powietrzne występujące nad wodą. Istnieje podział ze względu na sposób powstania, tak jak w przypadku tornad nad lądem:
- Trąby wodne niezwiązane z mezocyklonem – powstają nad wodą w sposób podobny do trąb lądowych. Mają smukły kształt, taki jak trąby lądowe. Jest to najpowszechniejszy rodzaj trąb wodnych. Powstają kiedy nad ciepłą wodę napływa zimne powietrze, czasami podczas dobrej pogody, przy której na lądzie nie powstają tornada. Wypiętrzające się chmury kłębiaste powodowane przez różnice temperatur oraz przez czynniki dynamiczne prowadzą do powstawania trąb wodnych. Najczęściej ich intensywność osiąga F0 lub F1, a średnica leja rzadko przekracza 30 metrów. Klimatycznie powstają najczęściej w tropikach i subtropikach, rzadko obserwowane są także latem nad Bałtykiem.

- Trąby wodne związane z mezocyklonem – powstają w obecności mezocyklonu w superkomórkach burzowych nad wodą. Mogą być o wiele intensywniejsze i groźniejsze niż trąby wodne niezwiązane z mezocyklonem.

## Formacje tornadopodobne
Formacje z wyglądu przypominające tornada, ale niebędące nimi:

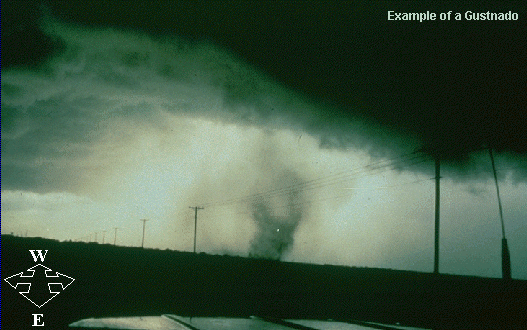
Wiatr szkwałowy

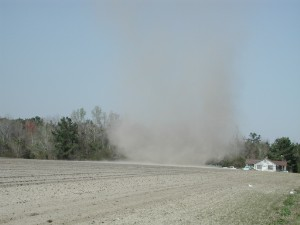
Wir pyłowy

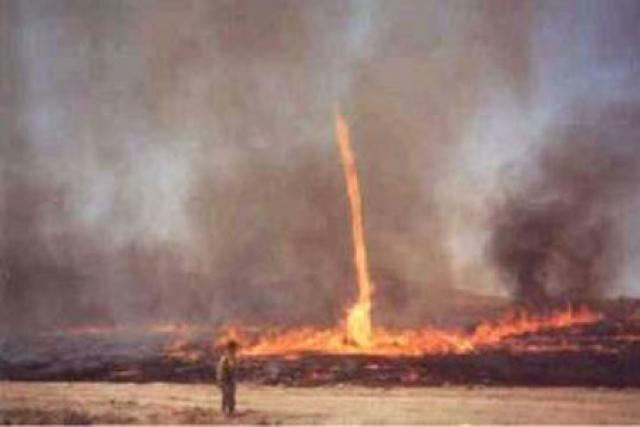
Ognisty wir

### Tornado linii szkwałów
Tornado linii szkwałów (pot. wiatr szkwałowy) (ang. gustnado) to pionowa kolumna wirującego powietrza przypominająca tornado, która może występować na przednich krawędziach burz i we frontach w strefie silnych uderzeń wiatru. Wiatr w wirze jest zazwyczaj znacznie słabszy niż w tornadach. Wiatr szkwałowy osiąga siłę F0 lub F1 (w skali Fujity). Jednak i one mogą się przyczyniać do sporych zniszczeń. Powstają, gdy zimne, suche powietrze z przedniej części chmury opadając przepływa przez ciepłe i wilgotne powietrze przed chmurą, lecz nie dochodzi do wirowania prądu zstępującego. Wirowanie wiatru szkwałowego jest związane z zetknięciem się z ziemią, co uniemożliwia dalsze zstępowanie w dół. Przy występujących uskokach wiatru blisko powierzchni ziemi, rotacja pozioma może być odchylona do pionu i powstaje wiatr szkwałowy. Wir nie ma styczności z podstawą chmury (stąd nie jest tornadem), a jedynie z powierzchnią ziemi i zazwyczaj widoczny jest tylko jako chmura wirujących odłamków i pyłu przy powierzchni ziemi.

### Wir pyłowy
Wir pyłowy (ang. Dust devil) to wirująca kolumna powietrza przypominająca tornado. Formują się one zazwyczaj pod bezchmurnym niebem i nie osiągają siły nawet najsłabszych tornad. Kolumna widoczna jest zwykle jako niewielki wirujący lej piasku i kurzu. Wir istnieje blisko gruntu i może powstać, gdy gorące powietrze przy powierzchni ziemi szybko unosi się do góry przechodząc przez strefę chłodniejszego powietrza o niższym ciśnieniu. W Polsce to zjawisko jest bardzo częste.
Zazwyczaj mają średnicę mniejszą niż metr, a siła wiatru nie przekracza 70 km/h, ale zdarzały się przypadki wirów o średnicy 90 metrów i wiatru powyżej 100 km/h (czyli siła tornada F0 w skali Fujity). Takie wiry mogą stwarzać niewielkie zagrożenie.

### Ognisty wir
Ognisty wir (pot. Tornado ogniste) to wirujący słup ognia. Wir powstaje, gdy podczas pożaru, silne prądy powietrza unoszą słupy ognia, a temperatura nagrzanej przez pożar ziemi jest skrajnie różna od temperatury powietrza.

## Własności zewnętrzne tornad
Większość tornad przybiera kształt wąskiego leja kondensacyjnego o szerokości do kilkuset metrów z chmurą odłamków przy powierzchni ziemi.
Niewielkie i słabe trąby lądowe mogą być widoczne, jako mały wir pyłu zawieszonego w powietrzu przy powierzchni ziemi. Nawet jeśli lej kondensacyjny jest niewidoczny, to przy wietrze powyżej 64 km/h cyrkulacja jest zdefiniowana jako trąba powietrzna.
Tornado o cylindrycznym kształcie i względnie małej wysokości jest określane jako tornado kominowe (ang. stovepipe tornado). Duże tornada o pojedynczym wirze mogą przyjmować kształt szerokich klinów i są określane jako tornado klinowe (ang. wedge tornado). Klin tornada może być tak szeroki, że wygląda jak blok ciemnych chmur, szerszy niż wysokość podstawy chmury. Nawet doświadczeni obserwatorzy mogą mieć z większej odległości problem z rozróżnieniem nisko wiszących chmur od szerokiego tornada klinowego. Wiele najgroźniejszych tornad ma kształt szerokiego klina. Warto zwrócić uwagę na to, że z daleka wyglądają jak wąskie tornada, przez co wiele ludzi myli je ze słabymi tornadami.
Tornada w stadium zanikania przypominają zwykle wyglądem cienkie linie i często przyjmują skomplikowane, skręcone kształty. Te tornada określa się mianem tornado w kształcie liny (ang. rope tornado). Niektóre tornada mogą być cienkie przez cały swój cykl życia, a mimo to powodować duże szkody. W tornadach rozmiar niekoniecznie jest związany z intensywnością (co nie oznacza, że tornado EF1 będzie miało 2 kilometry a EF5 40 metrów, to akurat jest niemożliwe, chodzi o takie przypadki, gdy jedno tornado ma np. 1,5 km a drugie 2 km, w tym pierwsze posiada siłę 400 km/h a drugie 360 km/h).
Tornada z wieloma wirami mogą wyglądać jak gromada wirów lub, pod wpływem zakrycia przez odłamki, pył i krople wody, mogą wyglądać jak pojedynczy lej.
Tornada mogą być zasłonięte warstwą deszczu lub pyłu, co uniemożliwia ich śledzenie i zwiększa ryzyko nagłego pojawienia się tornada.

### Szerokość leja i długość pasa zniszczeń tornada
W Stanach Zjednoczonych średnio tornado ma szerokość 150 metrów, a ścieżka zniszczeń zazwyczaj osiąga 8 kilometrów długości. Spektrum wielkości tornad jest szerokie. Słabe lub zanikające tornada mogą mieć szerokość 1–2 metrów. Zanotowano tornado o drodze zniszczeń długiej na zaledwie 2 metry. Z drugiej strony szerokie tornada mogą pozostawiać pas zniszczeń szeroki na 1,6 kilometra. Tornado, które zaobserwowano w Hallam w Nebrasce 22 maja 2004 roku miało w pewnym momencie szerokość 4 kilometrów.
Najdłużej pozostającym przy ziemi zanotowanym tornadem było słynne Tri-State Tornado, które uderzyło w Missouri, Illinois i Indianę 18 marca 1925 i zostawiło 352-kilometrowy pas zniszczeń. Wiele tornad, które zdają się mieć drogę zniszczeń dłuższą niż 160 km, jest w istocie rodzinami tornad pojawiających się po sobie w krótkim czasie. Nie ma dowodu, że tak było w przypadku tornada Tri-State.
Istnieje związek pomiędzy siłą tornada a długością trasy tornada: im silniejsze tornado, tym zazwyczaj ścieżka zniszczeń jest dłuższa (średnio tornado F5 jest na ziemi przez 50 km, a F0 przez kilometr). Również średnia szerokość leja tornada rośnie wraz z jego siłą, średnio tornada F0 mają szerokość około 30 metrów, a F5 ponad pół kilometra. W praktyce występują tornada, które mają własności inne niż typowe – np. silne tornada o wąskim leju.

### Wygląd

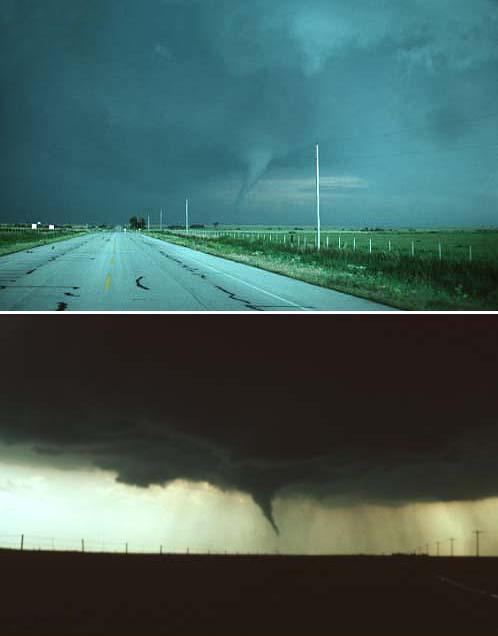
Fotografie tego samego tornada wykonane z różnych stron. Gdy tornado jest podświetlone z tyłu słońcem to jest ciemne, a gdy jest oświetlone od strony obserwatora, to wygląda na znacznie jaśniejsze.

Tornada mogą mieć różne barwy w zależności od tego gdzie się tworzą. Tornada powstające w suchych warunkach, mogą być niewidoczne oprócz wirujących odłamków przy powierzchni ziemi. Lej kondensacyjny, który podnosi mało pyłu i odłamków może być szary lub biały. Podczas przemieszczania się nad wodą tornada mogą przybrać białą lub niebieską barwę. Leje przesuwające się wolniej i wsysające wiele odłamków są zazwyczaj ciemne i przybierają kolor przenoszonego materiału. Tornada na wielkich równinach przybierają często czerwoną barwę ze względu na kolor ziemi, a wiry przechodzące nad terenami górskimi mogą być śnieżno białe ze względu na obecność śniegu.
Oświetlenie jest głównym czynnikiem w wyglądzie tornada. Tornado, które jest podświetlone słońcem od tyłu wygląda na bardzo ciemne, natomiast to samo tornado obserwowane gdy słońce świeci w plecy obserwatora może wyglądać na szare lub białe. Tornada występujące o zachodzie słońca mogą przyjmować odcienie żółci lub czerwieni.
Pył podniesiony przez wiatr, intensywny deszcz lub grad i ciemność to czynniki redukujące widoczność tornada. Tornada występujące w tych warunkach są szczególnie groźne, gdyż tylko radar i dźwięk tornada mogą być ostrzeżeniami dla ludzi. Jednak większość tornad powstaje późnym popołudniem przy dobrych warunkach oświetleniowych. Tornada nocne mogą być dobrze oświetlane przez częste błyskawice.
Są dowody z radarowych odczytów, ale także na podstawie obserwacji, że większość tornad ma spokojne, czyste oko, w którym panuje bardzo niskie ciśnienie analogicznie, jak to się dzieje w oku cyklonu tropikalnego. W środku jest spokojnie, wieją lekkie wiatry i jest ciemno, a jedynym źródłem światła dla tych, którzy widzieli środek tornada, mogły być błyskawice.

### Rotacja tornad
Cyrkulacja powietrza w tornadach jest zazwyczaj przeciwna do ruchu wskazówek zegara na półkuli północnej (cykloniczna). Podczas gdy układy frontalne i cyklony tropikalne wirują cyklonicznie na półkuli północnej pod wpływem efektu Coriolisa, to burze i tornada są na tyle niewielkie, że bezpośredni wpływ tego efektu jest znikomy.
Superkomórki i tornada wirują cyklonicznie podczas przeprowadzania różnych symulacji, nawet jeśli efekt Coriolisa jest pomijany.
Nisko położone mezocyklony i tornada zawdzięczają swoją cykloniczną rotację przez wiatry wiejące zazwyczaj z południa w warstwie granicznej i silne wiatry z zachodu w wyższych warstwach atmosfery. Powoduje to odradzanie się prądów wstępujących na południowej stronie komórki burzowej oraz średni ruch komórki w kierunku południowo-wschodnim. Takie komórki burzowe poruszają się w prawo od średniego przepływu wiatru (ang. right-movers) i tworzą cyrkulację cykloniczną.
Podobnie cyrkulacja w trąbach lądowych jest związana ze średnim przepływem wiatru w warstwie granicznej na linii szkwału z południa oraz z wiatrami z zachodu za linią szkwału.
Około 1 procent tornad kręci się w kierunku antycyklonicznym. Zwykle tylko trąby lądowe i gustnada mogą mieć taką rotację. Jednak czasem (raz na tysiąc przypadków) również tornada powstające z cyklonicznie, bądź antycyklonicznie (ang. left-movers), obracającej się superkomórki wirują antycyklonicznie.

## Procesy fizyczne i cykl rozwoju tornad

### Tornada superkomórkowe
Warunki powstawania superkomórek

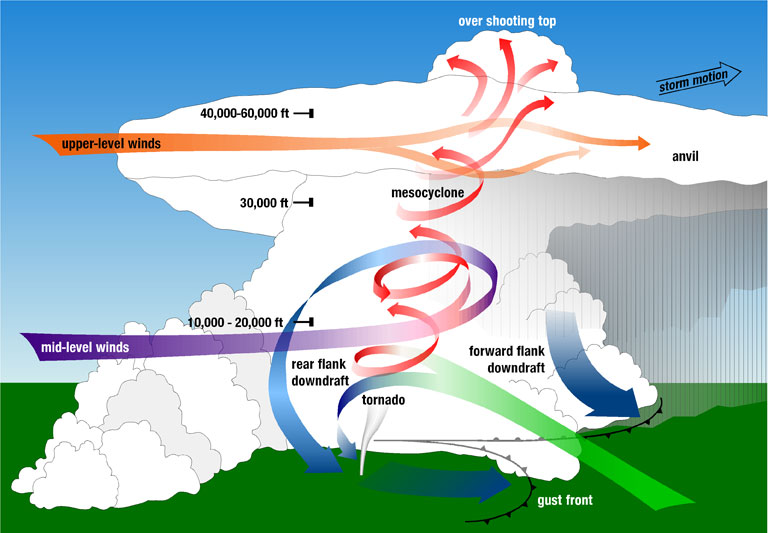
Struktura superkomórki burzowej z mezocyklonem i tornadem. Ciepłe i wilgotne powietrze napływa z południa. W wyższych warstwach wiatr wieje z zachodu. Komórka porusza się na wschód, lub południowy wschód, na prawo od średniego wiatru. Widoczne są tornado superkomórkowe i charakterystyczna heliczna struktura ruchów wstępujących.

Większość groźnych tornad (o sile F3 w skali Fujity lub większej) powstaje w chmurach burzowych zwanych superkomórkami. Chmury te charakteryzują się obecnością wirującej cyrkulacji powietrza w obrębie prądów wznoszących, czyli tzw. mezocyklonu (meteorolodzy wyróżniają kilka skal wielkości: lokalne, mezoskalowe i wielkoskalowe). Ogólnie mówiąc, superkomórki (podobnie jak inne burze) tworzą się w niestabilnej atmosferze poprzez zamianę energii potencjalnej na energię kinetyczną ruchu powietrza (energia potencjalna dostępna konwekcyjnie) oraz oddawanie ciepła utajonego pary wodnej. W niestabilnej atmosferze panują warunki sprzyjające silnej konwekcji i rozwojowi gwałtownych burz: obecność wilgotnego, nagrzanego słońcem powietrza przy powierzchni ziemi w rejonach, gdzie występuje duży pionowy gradient temperatury (temperatura powietrza w troposferze spada szybko wraz z wysokością). Do powstania superkomórek potrzebne jest również występowanie znacznego pionowego uskoku wiatru, czyli dużej zmiany prędkości i kierunku wiatru wraz z wysokością (umownie często przyjmuje się wartość przynajmniej 20 m/s (40 węzłów) w warstwie 0–6 km nad ziemią). W przypadku bardzo dużej niestabilności w troposferze, superkomórki mogą się tworzyć nawet przy nieco mniejszych pionowych zmianach prędkości i kierunków wiatru (15 m/s w warstwie 0–6 km). Duży uskok wiatru przyczynia się do powstawania poziomej wirującej cyrkulacji powietrza, która pod wpływem silnego prądu wstępującego może przekształcić się w mezocyklon. Dodatkowo zmiany kierunku i prędkości wiatru wraz z wysokością umożliwiają odseparowanie prądu wstępującego od zstępującego w chmurze (prąd zstępujący i opady nie przechodzą bezpośrednio przez prąd wstępujący i nie „gaszą” go). Pozwala to na dłuższe życie burzy, jej dalszy rozwój i na transformację w superkomórkę, która może następnie istnieć przez kilka godzin. Ruch superkomórki na prawo od średniego wiatru oraz ruch powietrza w superkomórce przeciwny do kierunku wskazówek zegara na półkuli północnej powodowane są przez zmiany kierunku i prędkości wiatru z wysokością. Głęboka konwekcja w atmosferze (burze) tworzy się w rejonach oddziaływań dwóch mas powietrza o różnicach temperatur i wilgotności – ciepłego i wilgotnego powietrza z suchym i chłodniejszym. Superkomórki tworzą się zazwyczaj w ciepłym i wilgotnym powietrzu przed linią frontu chłodnego, często są odizolowane od innych chmur. Różnica temperatur może osiągać 20 stopni Celsjusza na przestrzeni zaledwie 4 mil. Suche masy powietrza znad Gór Skalistych mają wiosną temperaturę zwykle około 10 °C, a wilgotne masy znad Zatoki Meksykańskiej około 30 °C, jednak rekordowa różnica temperatur wyniosła 48 stopni. Tego typu chmury burzowe mogą tworzyć się również w południowych rejonach większych układów burzowych (np. linii szkwałów), gdzie rozwijające się chmury mają największy dostęp do płynącego z południa gorącego, wilgotnego powietrza.
Obserwacje superkomórek

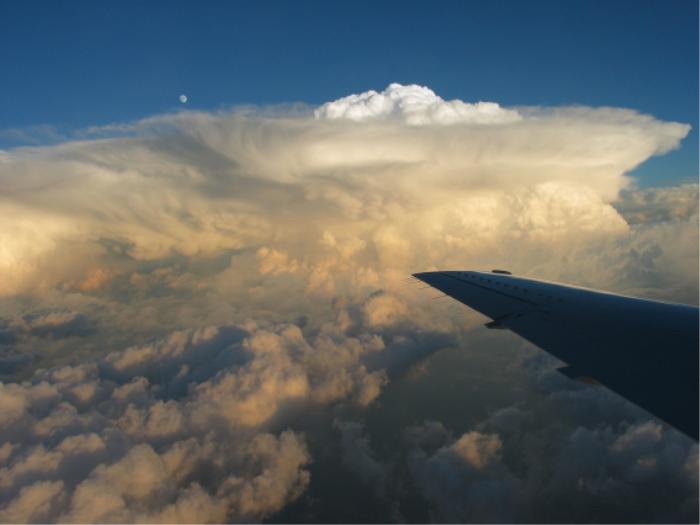
Wypiętrzenia przebijające się ponad kowadło burzowe w superkomórce

Pojawienie się superkomórki może być prekursorem tornada. Superkomórka ma dobrze ukształtowane kowadło burzowe i kalafiorowate wypiętrzenia przyjmujące kształt kopuły i przebijające się ponad kowadło aż do górnych warstw troposfery (tzw. overshooting top). Obecność kopuły przez dłuższy czas świadczy o stałym i silnym prądzie wznoszącym. Widoczna może być również linia mniej wypiętrzonych cumulusów zazwyczaj na południowym zachodzie chmury. W promieniu kilkunastu kilometrów od chmury można zaobserwować zjawisko zanikania cumulusów. Świadczy to o lokalnej dominacji prądu wznoszącego chmury i wówczas większość powietrza z okolicy zostaje wykorzystana jako źródło energii do dalszego rozwoju superkomórki. Te pierwsze sygnały, widoczne kilkadziesiąt kilometrów od burzy, mogą być w przypadku ogólnego zachmurzenia niewidoczne. W praktyce to zachmurzenie, zwłaszcza w rejonie większych systemów burzowych, może uniemożliwić obserwacje. Z mniejszej odległości można zaobserwować skręcony kształt chmury, który świadczy o obecności rotacji wewnątrz chmury (mezocyklonu). Jeśli chmura kieruje się prosto w stronę obserwatora, to oprócz wyraźnego skręcenia widoczny jest także wał szkwałowy (arcus) w przedniej części burzy. Widok jego zbliżania się ostrzega przed szybkim pojawieniem się silnych opadów i gwałtownych wiatrów niezwiązanych z tornadem (tzw. front szkwałowy).

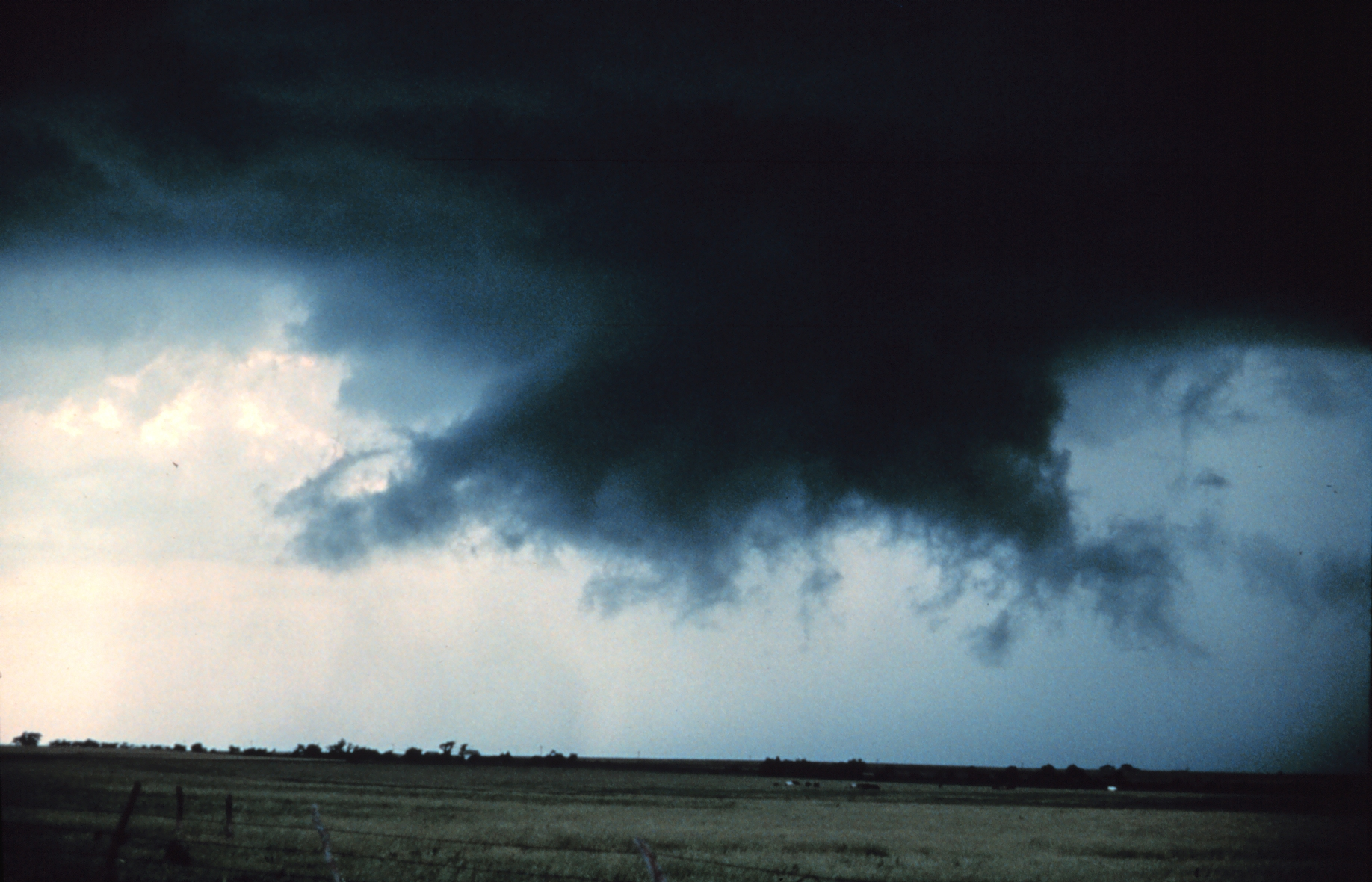
Wirująca chmura stropowa z widoczną na lewo strefą przejaśnienia związaną z RFD

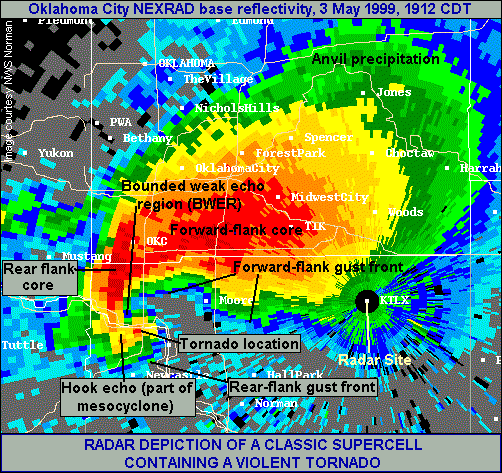
Odbicie radarowe superkomórki z widocznym hook echo

Znaki ostrzegające przed tornadem i formacja wiru
Z mniejszej odległości mogą być widziane inne znaki zwiastujące możliwość pojawienia się tornada. Pierwszy to płaska, wolna od opadów podstawa chmury – w praktyce często pada tam rzadki, ale duży grad – zazwyczaj na południowy zachód lub południe od strefy silnych opadów i poniżej głównego wypiętrzenia burzy. Drugi znak to pojawienie się chmury stropowej. Jeśli chmura stropowa utrzymuje się przez dłuższy czas (dłużej niż 10 minut) obraca się lub wykonuje gwałtowne „skoki” w górę i dół, to jest to wyraźne ostrzeżenie i prawdopodobieństwo wystąpienia tornada rośnie. Wirująca chmura stropowa powstaje w strefie głównego prądu wstępującego i jest sygnałem istnienia mezocyklonu. Może się z niej wyłonić lej tornada. Kolejnym sygnałem ostrzegawczym może być silny wiatr wiejący z południa lub południowego wschodu w stronę chmury stropowej, który powstaje na skutek zasysania powietrza przez prąd wstępujący superkomórki. Bezpośrednio przed pojawieniem się tornada, na południowy zachód od chmury stropowej, widoczna jest strefa przejaśnienia, która jest związana z obecnością niezbędnego do powstania tornada prądu zstępującego w tylnej części burzy (zwanego RFD od angielskiego rear flank downdraft). Kolejną oznaką istnienia RFD jest pojawienie się na granicy strefy przejaśnienia niewielkiego wału szkwałowego. Związana jest ona z frontem szkwałowym (z tzw. pseudofrontem chłodnym superkomórki) spowodowanym przez prąd RFD. Prąd ten „ściąga” tornadową cyrkulację w stronę powierzchni ziemi i pojawia się tornado. Na radarach meteorologicznych widziane to jest jako tzw. hook echo, czyli odbicie mające kształt haka. Po zaobserwowaniu tego typu odbicia radarowego wydawane są ostrzeżenia o tornadach. Wir tornada widoczny jest zazwyczaj w postaci leja kondensacyjnego schodzącego z chmury stropowej w stronę ziemi.
Zanik tornada
Przez pewien czas tornado może rosnąć w siłę czerpiąc coraz więcej energii z napływu powietrza zasysanego przez silny prąd wznoszący superkomórki. Po pojawieniu się prąd zstępujący RFD zaczyna opływać tornado i mezocyklon. W momencie, kiedy „owinie się” całkowicie, odcina on dopływ energii dla tornada i wir podnosi się z powierzchni ziemi, zaczyna się kurczyć i wkrótce znika. Zjawisko to nosi nazwę okluzji (pseudofront chłodny superkomórki związany z RFD dogania pseudofront ciepły superkomórki). Po zaniku tornada możliwe jest pojawienie się kolejnej chmury stropowej (i ewentualnie kolejnego tornada) z tej samej superkomórki na wschód od poprzedniej lokalizacji wiru, w rejonie nieobjętym okluzją. W ten sposób z jednej superkomórki może powstać kilka tornad i wówczas mowa o tzw. rodzinie tornad.

### Trąby lądowe i tornada linii szkwałowych
Są one zjawiskami na mniejszą skalę i trudno je przewidzieć. Wiadomo, że trąby lądowe tworzą się w prądach wstępujących w rozwijających się chmurach (cumulonimbus, cumulus congestus lub czasem cumulus). Mogą tworzyć się gdziekolwiek rozwija się burza. Powstają, gdy prąd wstępujący jest wystarczająco silny, ciepłe i wilgotne powietrze wykazuje niestabilność blisko powierzchni ziemi i występują horyzontalne zmiany kierunku wiatru. Zdarzają się one w rejonie rozwoju burz przy obecnej konwergencji (poruszające się z przeciwnych kierunków masy powietrza zderzają się ze sobą). Wówczas wiejące z różnych stron wiatry mogą tworzyć zawirowania przy powierzchni ziemi, które są następnie wzmacniane pod wpływem prądu wstępującego. Wówczas unoszące się powietrze może tworzyć wirującą kolumnę. Tornada na linii szkwałów (ang. gustnado) tworzą się na froncie przesuwających się linii szkwałów często związanych z przechodzącym frontem chłodnym.

Rozwijające się wygięte echo radarowe (ang. bow echo) na zdjęciu radarowym

Obecności trąb lądowych i trąb na liniach szkwałowych lub sygnałów o ich możliwym powstaniu nie widać na radarach tak, jak widać mezocyklony, a sam proces powstania może trwać kilka minut. Stąd są one niemal nieprzewidywalne i groźne (zwłaszcza trąby lądowe).
Sygnałem mogącym zwiastować niebezpieczeństwo groźnych zjawisk jest zbliżanie się frontu chłodnego z wyraźnie rozwiniętą linią burz (tzw. linia szkwału). Szczególnie niebezpieczne są rejony, w których obserwowane jest wygięte echo radarowe związane z mezoskalowym układem (zazwyczaj jednokomórkowym). Na dodatek istnieje prawdopodobieństwo pojawienia się gustnad na przedniej krawędzi bow echo i silnych (do F2, a niekiedy do F3) trąb lądowych na „zawijających się” krańcach bow echo (zwłaszcza na północnym krańcu).

## Intensywność tornad

### Skala Fujity

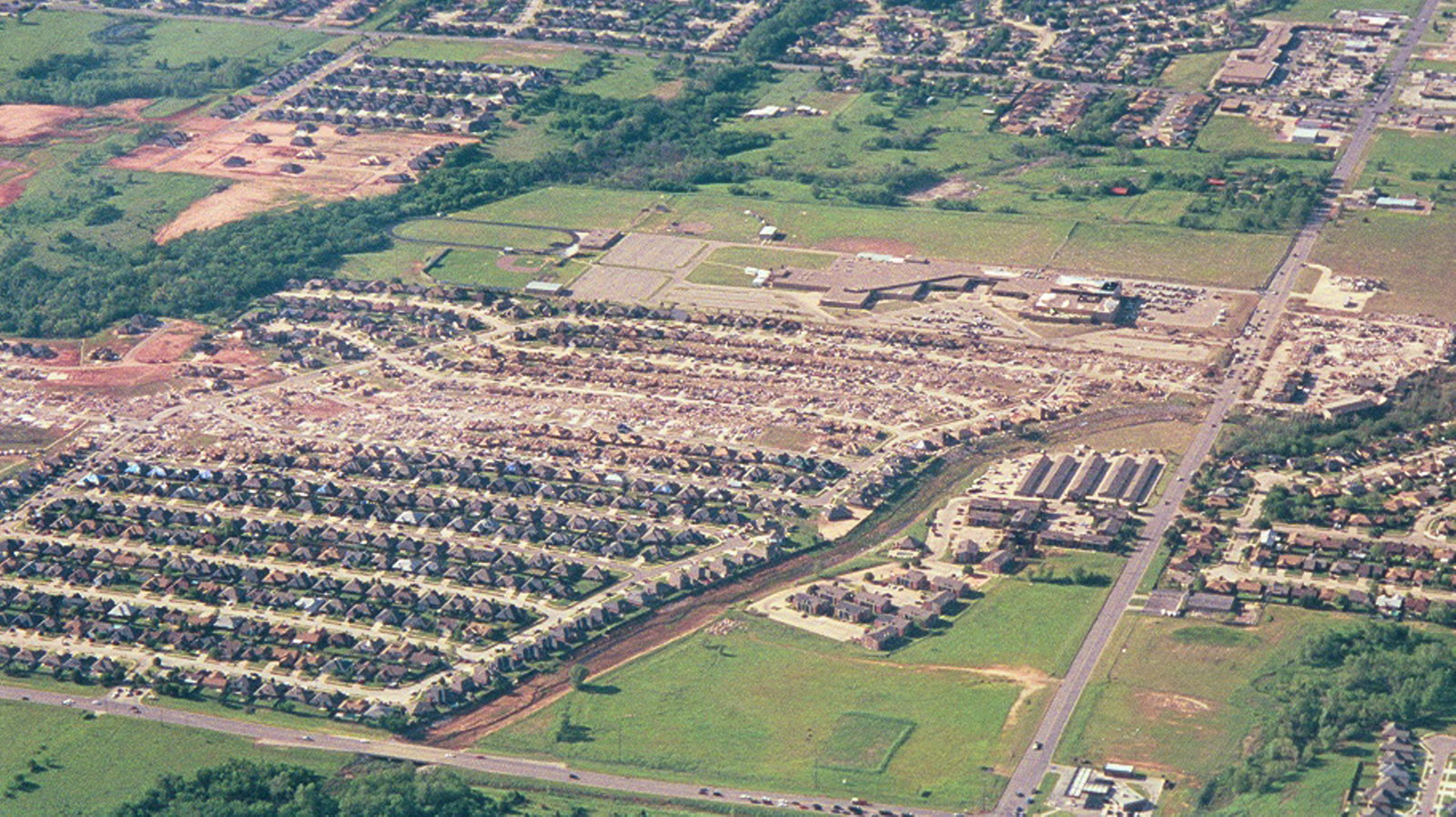
Pas doszczętnych zniszczeń po przejściu tornada o sile F5 w maju 1999 roku w stanie Oklahoma w USA

Do określania siły tornada (na podstawie zniszczeń jakie powoduje, a nie jego fizycznych właściwości) w większości krajów świata służy skala Fujity posługująca się symbolami od F0 do F5.
- F0 – wiatr o prędkości od 64 do 116 km/h,
- F1 – wiatr o prędkości od 117 do 180 km/h (może zniszczyć drewniane budynki gospodarcze i elementy dachów, przewracać lekkie pojazdy o dużej powierzchni, np. przyczepy campingowe, naczepy, spychać jadące samochody),
- F2 – wiatr o prędkości od 181 do 253 km/h (może zrywać dachy, wyrywać wielkie drzewa z korzeniami, przewraca samochody),
- F3 – wiatr o prędkości od 254 do 332 km/h (może wyrywać drzewa i kompletnie niszczyć nawet duże budynki, wykoleja pociągi, podnosi cięższe samochody),
- F4 – wiatr o prędkości od 333 do 418 km/h (może porywać duże i ciężkie pojazdy niczym zabawki i wznosić do góry domy ze słabszymi fundamentami),
- F5 – wiatr o prędkości od 419 do 512 km/h (może unosić bardzo ciężkie obiekty i przenosić je nawet o kilkaset metrów, zrównuje z ziemią wszystko co napotka na swej drodze).
- F6 – Wiatr powyżej 512 km/h (nigdy nie zostało zanotowane)

75 procent tornad posiada siłę od F0 do F1, a 24 procent tornad osiąga F2 lub F3. Tylko 1 procent stanowią tornada o sile F4 lub F5, z czego 0,1 procenta to tornada F5, nigdy nie zanotowano tornada silniejszego niż 485 km/h, więc tornado F6 w historii pomiarów jeszcze nigdy się nie zdarzyło.

### Ulepszona skala Fujity

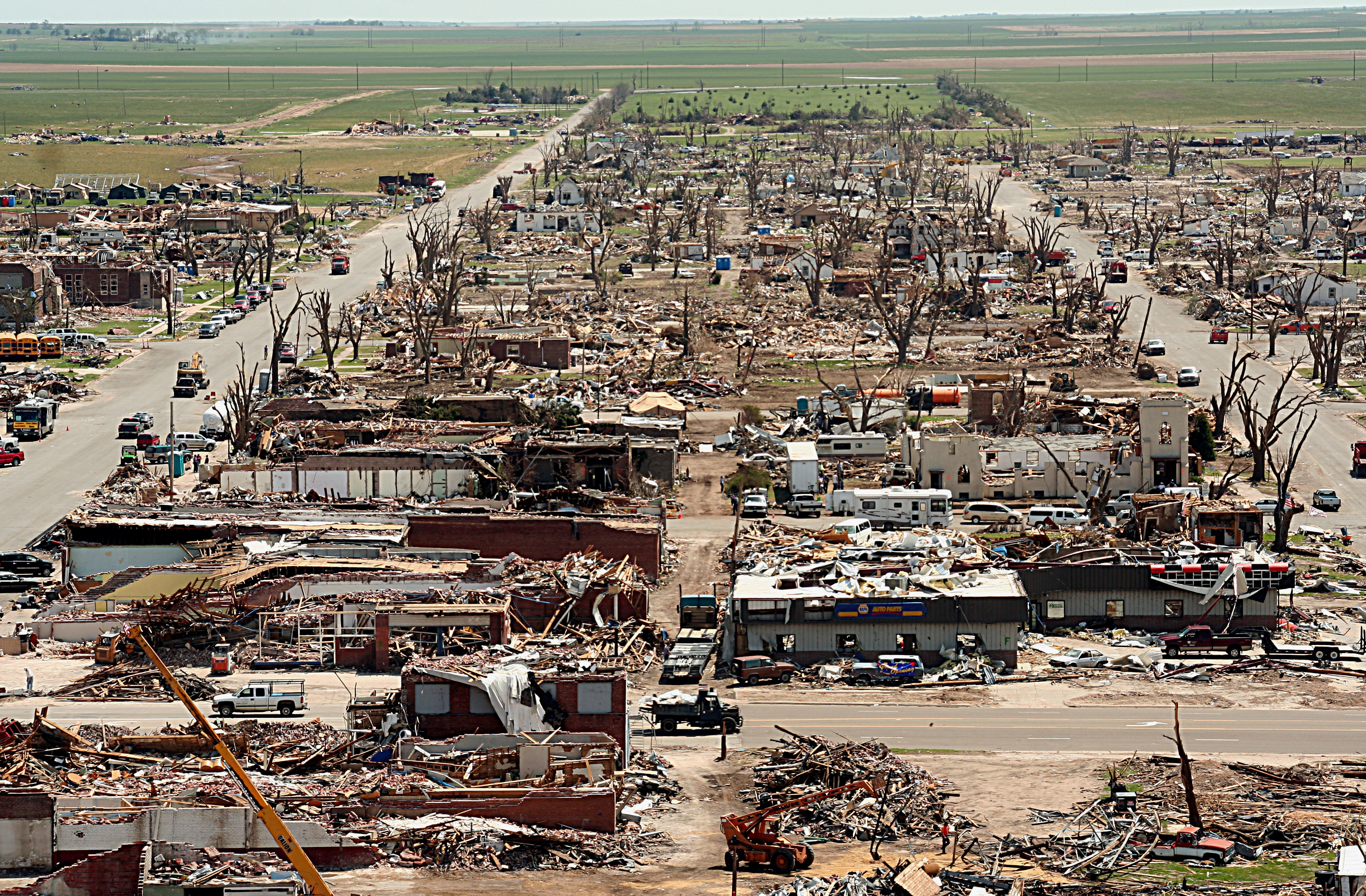
Zniszczenia po tornadzie, które w maju 2007 roku zrównało z ziemią miejscowość Greensburg w stanie Kansas w USA. To był pierwszy przypadek tornada o sile EF5 w, wówczas, nowo wprowadzonej, ulepszonej skali Fujity.

W USA od lutego 2007 roku wprowadzono do użytku nową, zmodyfikowaną skalę Fujity. Podobnie jak starsza wersja, ta skala również określa siłę tornada na podstawie zniszczeń. Wprowadzono w niej pewne ulepszenia: zwiększono różnorodność konstrukcji, które mogą potencjalnie ulec uszkodzeniu lub zniszczeniu przez tornado. Uwzględniono również solidność i jakość konstrukcji. Uległy zmianie również szacowane wartości prędkości wiatru na poszczególnych stopniach skali. Skala posługuje się symbolami od EF0 do EF5.
- EF0 – wiatr o prędkości od 105 do 137 km/h (średnica zazwyczaj ok. 10 m, uszkodzenia dachów domów, wyrywane gałęzie drzew),
- EF1 – wiatr o prędkości od 138 do 178 km/h (średnica zazwyczaj ok. 30 m, zerwane dachy, przewrócone i zniszczone przyczepy campingowe),
- EF2 – wiatr o prędkości od 179 do 218 km/h (średnica zazwyczaj ok. 100 m, zerwane dachy z solidnych konstrukcji, duże drzewa wyrywane z korzeniami, lekkie samochody podnoszone z ziemi),
- EF3 – wiatr o prędkości od 219 do 266 km/h (średnica zazwyczaj ok. 250 m, niszczone całe piętra solidnych domów, uszkodzenia dużych budynków, wykolejone pociągi, podnoszone z ziemi cięższe samochody),
- EF4 – wiatr o prędkości od 267 do 322 km/h (średnica zazwyczaj ok. 500 m, solidne domy zrównane z ziemią, samochody wyrzucane w powietrze),
- EF5 – wiatr o prędkości powyżej 322 km/h (średnica zazwyczaj ok. 1000 m, domy o silnym szkielecie zrównane z ziemią do fundamentów, samochody stają się pociskami przelatującymi do 100 metrów, wieżowce ze zdeformowaną konstrukcją).

### Skala TORRO
Skala mierząca siłę tornada, która w przeciwieństwie do wyżej opisanych skal, odnosi się przede wszystkim do prędkości wiatru w wirze, a nie do powodowanych zniszczeń. Skala została opracowana w Wielkiej Brytanii przez organizację TORRO i ma stopnie od T0 do T11. Jest stosowana przede wszystkim na wyspach brytyjskich. Skala jest związana ze skalą Beauforta wzorem T = (B/2-4) (przykładowo 12 B odpowiada 12/2-4=2 T).
Prędkości wiatrów w wirze w zależności od stopnia skali TORRO przedstawiają się następująco:
| Stopień skali TORRO                     | T0 | T1  | T2  | T3  | T4  | T5  | T6  | T7  | T8  | T9  | T10 | T11 |
| Dolny przedział prędkości wiatru (km/h) | 61 | 87  | 116 | 148 | 185 | 221 | 260 | 300 | 343 | 386 | 433 | 483 |
| Górny przedział prędkości wiatru (km/h) | 86 | 115 | 147 | 184 | 220 | 259 | 299 | 342 | 385 | 432 | 482 | 515 |

Czasem stosowaną praktyką jest podawanie siły tornada jako kombinacji skali Fujity i skali TORRO. Przykładowo tornado o sile F3/T7 to wir powodujący zniszczenia kwalifikujące go jako F3, ale szacowane wiatry mieszczą się w górnej części tego przedziału i są dość blisko stopnia F4.

### Unikanie tornad
Najbezpieczniejszymi kryjówkami przed żywiołem są piwnice. W sytuacji gdy nie ma możliwości ukrycia się w piwnicy, należy znaleźć się po prawej stronie ścieżki tornada (to zwiększa szansę uniknięcia kolizji z wirem). Można też ukryć się pośrodku budynku lub w łazience.

## Klimatologia

### Tornada na świecie

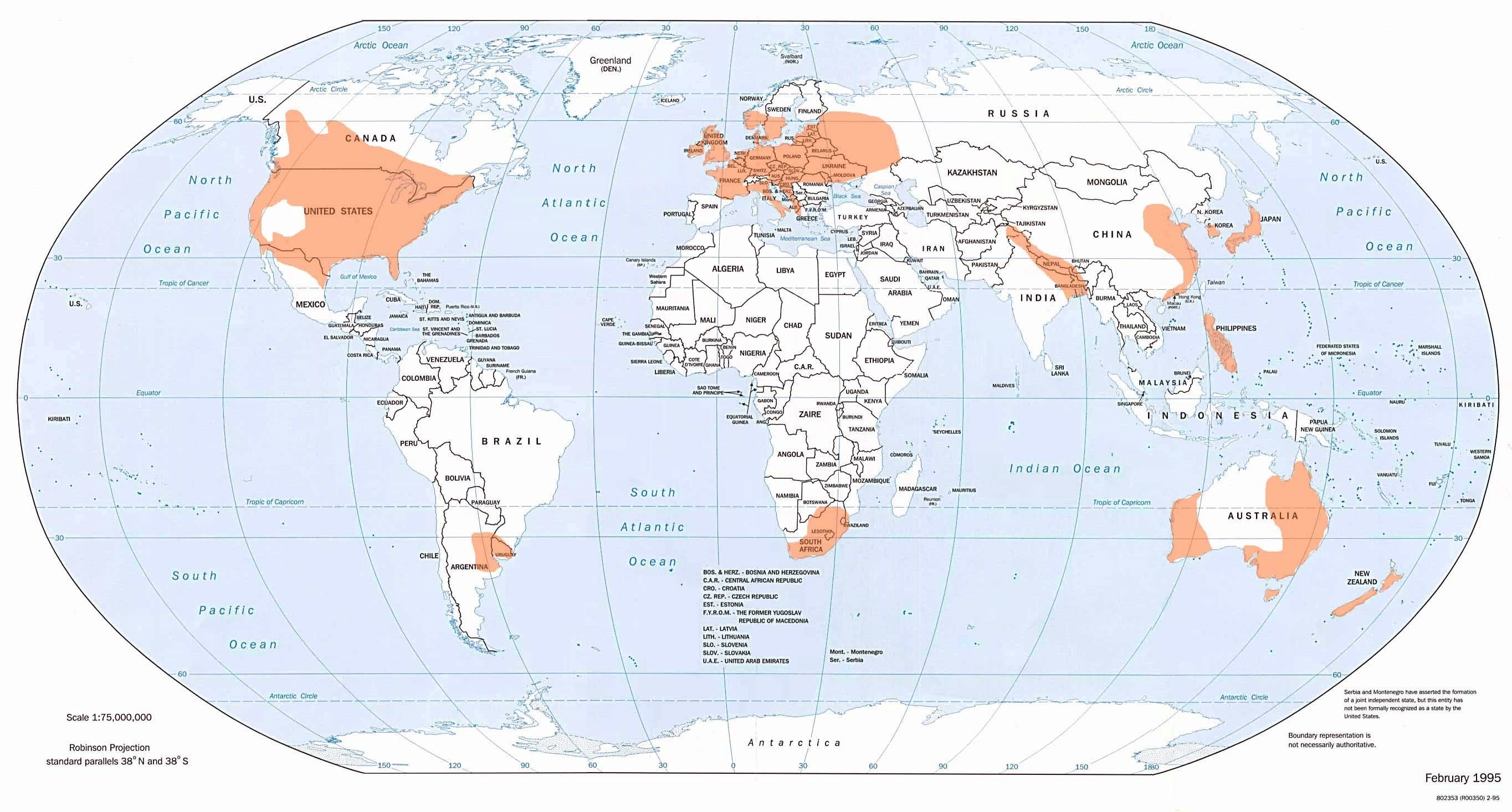
Tornada na świecie

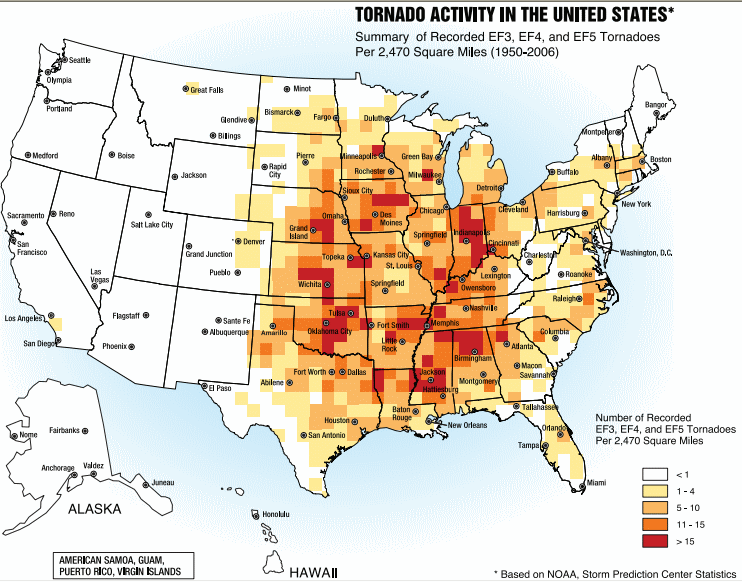
Tornada w USA, ciemniejsze kolory odnoszą się do Alei Tornad

Tornada zaobserwowano na wszystkich kontynentach z wyjątkiem Antarktydy. Istnieją regionalne różnice w intensywności i w preferowanych mechanizmach fizycznych powodowanych poprzez czynniki klimatyczne.
Krajem o największej rocznej liczbie tornad są Stany Zjednoczone. Jeszcze w I. połowie XX w. notowano tam przeciętnie 150 do 200 wielkich trąb powietrznych. Poczynając od ok. 1950 r. liczba tornad zaczęła tam szybko wzrastać, osiągając już w 1956 r. liczbę bliską 1000. Obecnie (początek XXI w.) przeciętnie w ciągu roku jest ich 1200. To cztery razy więcej niż roczna liczba tornad w całej Europie, nie licząc trąb wodnych.
Innymi regionami świata, w których występują tornada są: niemal cała Europa (z wyjątkiem krańców północnych i południowych), południowa Brazylia, Urugwaj i wschodnia Argentyna, południowa Afryka, dolina Gangesu, wschodnia Azja, Australia i Nowa Zelandia.
Największe straty w ludziach spowodowane tornadami są odnotowywane w Bangladeszu – średnio 179 osób rocznie. Wynika to z dużej gęstości zaludnienia kraju i słabych konstrukcji domów i osiedli oraz niskiego poziomu wiedzy meteorologicznej.
Najwięcej tornad pojawia się wiosną, a najmniej zimą. Tornada występują najczęściej w dzień w godzinach od 15 do 19, a szczytowym momentem dnia jest godzina 17. Jednak zdarzają się niszczycielskie nocne i poranne tornada oraz takie, które występują zimą. Przykładowo tornado w Gainesville z roku 1936 zdarzyło się o 8:30 rano czasu lokalnego.

### Uwarunkowania powstawania tornad
W Stanach Zjednoczonych duża intensywność tornad związana jest z bardzo specyficznym oddziaływaniem kilku czynników meteorologicznych: południowo-zachodnią adwekcją ciepłego powietrza z Zatoki Meksykańskiej przy powierzchni Ziemi, południkowym ułożeniem Gór Skalistych, dzięki czemu bruzdy niskiego ciśnienia przechodzące nad górami tworzą głęboką warstwę ciepłego i dobrze wymieszanego powietrza w pionie. Dzięki temu może się rozwinąć głęboka, dobrze wymieszana warstwa suchoadiabatyczna, w której mogą rozwijać się prądy wstępujące. Wprawdzie głęboka warstwa dobrze wymieszana istnieje także nad pustyniami, np. w Australii czy w Zjednoczonych Emiratach Arabskich, ale intensywność cyklonów tropikalnych jest tam ograniczona przez brak wilgotnego powietrza przy powierzchni Ziemi.
Podobnie w Europie Północnej intensywność tornad jest ograniczona poprzez wschodnio-zachodnie ułożenie największych łańcuchów gór, stosunkowo słabą adwekcję ciepłego i wilgotnego powietrza z południa i ograniczoną w pionie warstwę dobrze wymieszaną. Mimo że tornada w Polsce mają zazwyczaj mniejszą intensywność, sporadycznie osiągają siłę porównywalną do największych tornad. Jako przykład mogą posłużyć tornado z Lublina w 1931 roku, tornado spod Łodzi z 1959 r. i tornado z okolic Strzelec Opolskich z 15 sierpnia 2008 roku. Obecnie (2008) potoczne użycie terminu trąba powietrzna odnosi się w Polsce zarówno do trąb lądowych, jak i do tornad superkomórkowych.
Większość tornad powstaje w środkowej części USA na obszarze nazwanym Aleją Tornad (m.in. stany Teksas, Oklahoma, Kansas, Iowa, Nebraska i Dakota Południowa). W Teksasie występuje rocznie najwięcej tornad, ale to w Oklahomie pojawia się najwięcej „klasycznych” tornad powstałych w superkomórkach. Ta strefa rozciąga się również na północną część Kanady. W krajach europejskich największą roczną liczbę tornad obserwuje się w Niemczech (1913, 1931, 1947, 1948, 1950, 1951, 1958, 1968), Wielkiej Brytanii i Holandii.

### Trąby powietrzne w Polsce

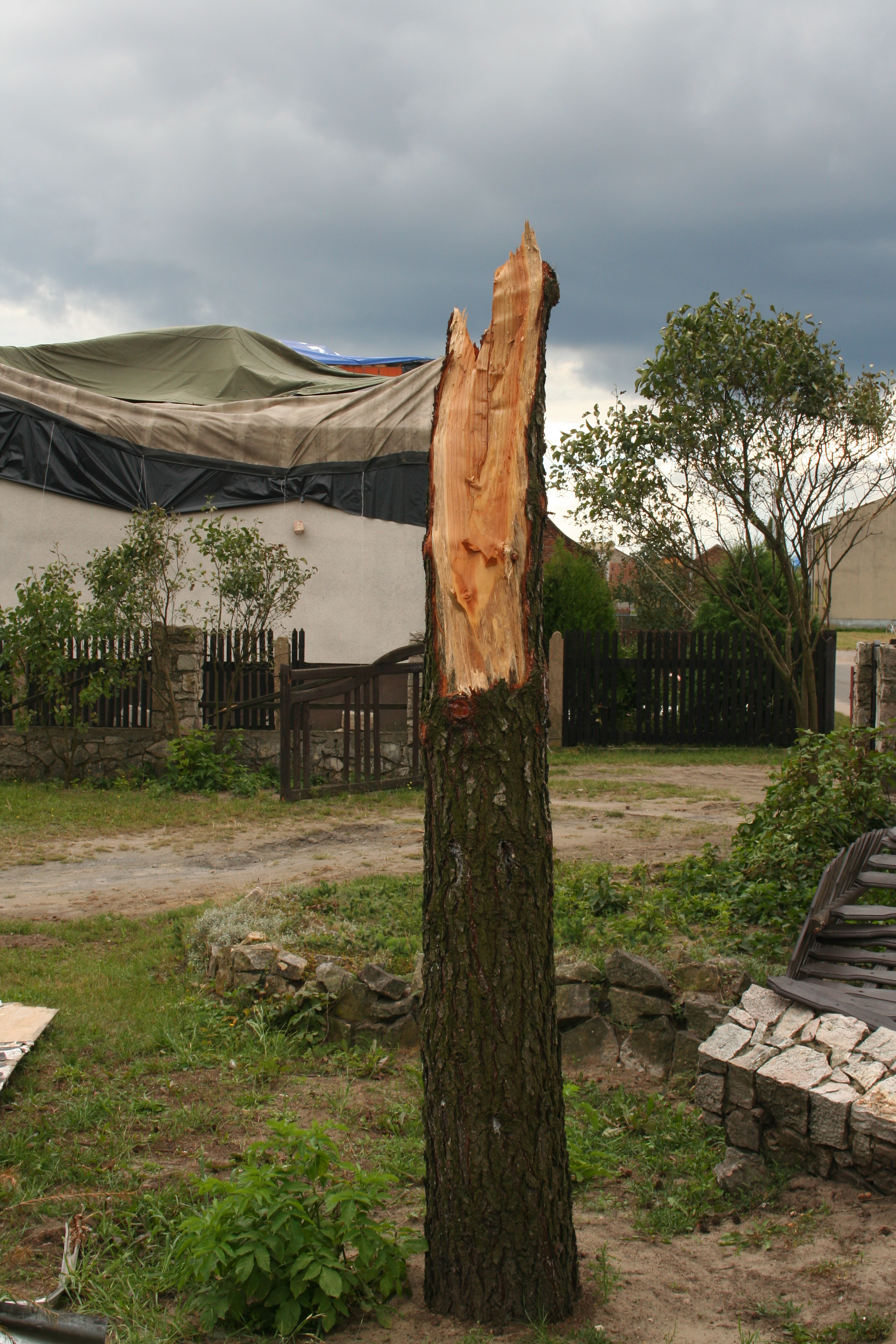
Łamane i wyrywane drzewa oraz zrywane dachy były efektem tornad, które przeszły nad Polską 15 i 16 sierpnia 2008 roku. Na zdjęciu pień modrzewia i uszkodzone dachy w miejscowości Kalina

W Polsce tornada są potocznie określane jako „trąby powietrzne”. Średnie zniszczenia dokonane przez tornada w Polsce są mniejsze niż w USA. Mimo to podstawowe procesy cyklu rozwoju (cyrkulacji powietrza) prowadzące do powstawania tornad w obu krajach są podobne. Dlatego tornada i trąby powietrzne to te same zjawiska atmosferyczne. Dotychczas średnio na całym obszarze Polski występują około 4 trąby powietrzne rocznie. W ostatnich kilku latach obserwuje się silniejsze i bardziej niszczycielskie przypadki trąb powietrznych oraz pojawianie się trąb wodnych, co bywa tłumaczone zmianami klimatu. 20 lipca 2007 w kraju wystąpiła seria trąb powietrznych. W gminie Kłomnice przeszło tornado, którego siła mogła wynosić F3 w skali Fujity. 15 sierpnia 2008 roku trąby powietrzne przeszły nad województwami łódzkim, opolskim, podlaskim, śląskim i świętokrzyskim. Poszkodowane zostały m.in. miejscowości koło Strzelec Opolskich: Błotnica Strzelecka, Balcarzowice, Sieroniowice, Zimna Wódka, Stary Ujazd, w okolicach Częstochowy: Rusinowice, Kalina, Trzepizury, Herby, Blachownia, a także w województwie łódzkim: Stara Wieś i Gorzkowice (powiat piotrkowski) oraz Radomsko. W tej ostatniej żywioł zniszczył ponad 120 domów mieszkalnych. Na podstawie strat ocenia się, że tornado które przeszło w okolicach Strzelec Opolskich mogło mieć siłę F4 w skali Fujity z wiatrami o prędkości ponad 330 km/h: wiatr przewracał ciężarówki na autostradzie A4, unosił samochody i zrywał całe piętra domów. Oznaczałoby to, że strzeleckie tornado było jednym z najsilniejszych w Europie w ostatnich latach i pierwszym dobrze udokumentowanym tornadem F4 w polskiej historii. 16 sierpnia 2008 miało miejsce tornado w miejscowościach Gołasze-Puszcza i Tybory-Wólka w powiecie wysokomazowieckim i w okolicach gminy Sterdyń w powiecie sokołowskim. W tej ostatniej wiatr zniszczył 10 hektarów lasu. Straty liczone są w milionach złotych. Ludzie w jednej chwili stracili cały majątek i dobytek swojego życia. Odbudowywanie i doprowadzanie miejsc do stanu użyteczności może potrwać miesiącami, a może i latami (Informacja z Wikinews o tornadach z 15–16 sierpnia 2008).
14 lipca 2012 na terenach województw pomorskiego, wielkopolskiego i kujawsko-pomorskiego przeszła seria tornad które wyrządziły ogromne szkody.
Tornada nie są w Polsce zjawiskiem nowym. Prędkość wiatru tornada, które wystąpiło 20 lipca 1931 r. w okolicy Lublina wahała się według wyliczeń naukowców od 110 do 145 m/s (396–522 km/h). Mogło to być najsilniejsze tornado w historii (F4-F5). Wiatr zniszczył wówczas budynki o murach 50 cm grubości, przewrócił stojące na szynach kolejowych załadowane wagony towarowe, powyginał konstrukcje żelazne.
Wiele tornad na obecnym terytorium Polski odnotowano jeszcze wcześniej, choćby w 1363 – okolice Jeleniej Góry, czy w 1529 – okolice Wrocławia. Prawdopodobnie część tornad które wystąpiły w przeszłości nie została odnotowana, gdyż nie wyrządziły znaczących szkód w dobytku ludzkim lub z braku wiedzy na ich temat mogły zostać określone jako zwykła „wichura”.

### Rekordy

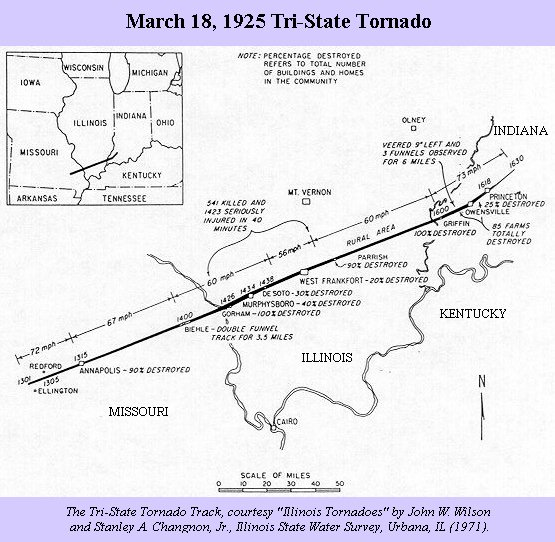
Trasa tornada Tri-State

- Największe tornado w historii – 31 maja 2013, El Reno, 4.2 km szerokości, 475 km/h, pomimo 2. miejsca pod względem siły wiatru, ze względu na mniejsze szkody związane z otwartym, wiejskim terenem zostało ocenione na EF3 w skali Fujity.
- Najsilniejsze tornado pod względem siły wiatru w leju – 3 maja 1999, Oklahoma, 1,4 km szerokości, 484 km/h (EF5).
- Największe szkody wyrządzone przez tornado – 22 maja 2011, Joplin, 1,6 km szerokości, 320 km/h (EF 4, w starej skali F3), zniszczenia wyliczone na 2,8 miliarda dolarów.
- Najdłuższe tornado w historii - 11-12 grudnia 2021, tornado przebyło drogę 386 km przechodząc przez 4 stany: Arkansas, Tennessee, Missouri i Illinois[55].
- Największa liczba śmiertelnych ofiar w historii USA (625 osób) – „Tri-state Tornado” 18 marca 1925, Missouri, Illinois, Indiana, 2 km szerokości, 420 km/h (EF5).
- Najbardziej śmiercionośne tornado w historii – 26 kwietnia 1989, Daulatpur-Saturia, 2,4 km szerokości, prędkość wiatru nie została ustalona, 1300 ofiar śmiertelnych.
- Największy wir pyłowy – 19 maja 2003, Lebanon, 90 m wysokości, 120 km/h, odebrał życie mężczyźnie.
- Największa prędkość poruszania się tornada – 152,24 km/h (42,28 m/s), 16 czerwca 2014, Nebraska[56].

### Historia prognozowania tornad
Najwcześniej udokumentowany przypadek tornada w Europie miał miejsce w miejscowości Rosdalla w Irlandii w 1054 roku. Pierwszy raport o tornadzie w USA pochodzi prawdopodobnie z 1643 roku z miejscowości Lynn w Massachusetts w USA. W 1882 roku, po 300 latach obserwacji i wielu przypadkach tornad, przyszły pierwsze efekty: sierżant John P. Finley, którego zadaniem był rozwój prognozowania tornad, opublikował 15 reguł. Każda z nich opisywała pewne pogodowe sytuacje, które w momencie pojawienia zwiększały prawdopodobieństwo pojawienia się tornada w danej okolicy. Odnosiły się one między innymi do obecności ośrodka niżowego, dużych różnic temperatur i dużej wilgotności w południowo-wschodniej części niżu. Finley w jednej ze swych reguł zaznaczył, że tornada formują się właśnie na południowy zachód od centrum niżu.
Rozwój prognozowania napotkał jednak poważne przeszkody, ponieważ słowo „tornado” zostało usunięte w USA z oficjalnych prognoz, aby nie wywoływać paniki ludności. Tornado było słowem zakazanym aż do lat 20. XX wieku, kiedy Tri-State Tornado spowodowało ogromne szkody i straty w ludziach. Wówczas Alfred J. Henry przeprowadził analizę warunków panujących podczas tego tornada i zauważył, że 9 z 15 reguł Finleya było spełnionych tego dnia.
Prace Finleya pozwalały na stwierdzenie możliwości wystąpienia tornada, ale wciąż nie potrafiono przewidzieć tornada z wyprzedzeniem.

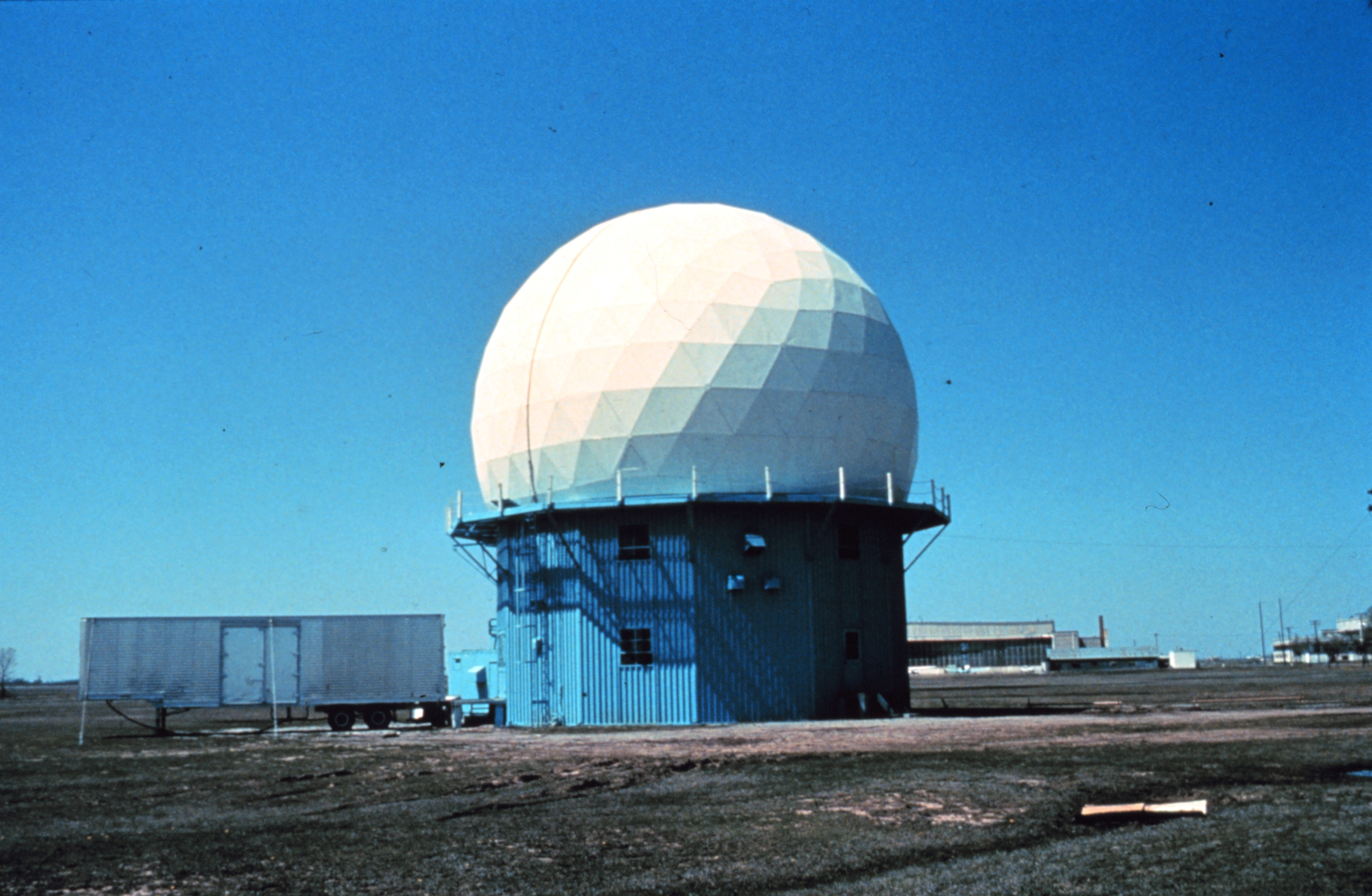
Pierwszy pogodowy radar Dopplera w Oklahomie

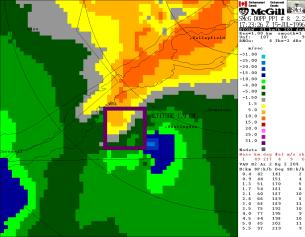
Wykrywanie mezocyklonu na radarze Dopplera

W 1942 roku seria tornad spowodowała ogromne zniszczenia i wówczas zdano sobie sprawę z konieczności wprowadzenia systemu ostrzegania. Wiosną 1943 roku Amerykańskie Biuro Prognoz stworzyło eksperymentalny system ostrzeżeń przed tornadami w Wichita w Kansas, Kansas City i St. Louis. W lokalnych prognozach pojawiły się ostrzeżenia o możliwości wystąpienia gwałtownych burz, gradu, silnych wiatrów i tornad. Jednak wciąż potrafiono jedynie stwierdzić, że na danym obszarze mogą pojawić się groźne zjawiska, bez jakiegokolwiek przewidywania kiedy i gdzie uderzy burza.
Badania nad prognozowaniem tornad trwały i przełom nastąpił pod koniec lat 40. Wówczas major Ernest J. Fawbush i kapitan Robert C. Miller z amerykańskich sił powietrznych opracowali eksperymentalne, obserwacyjne techniki do przewidywania gwałtownych burz i tornad. Zauważyli oni na południu Wielkich Równin taki sam wzorzec pogodowy jak ten, w którym kilka dni wcześniej wystąpiło katastrofalne tornado w Oklahomie. Ogłoszono ostrzeżenia o tornadach, które okazały się trafione. Nastąpił atak tornada, ale nikt nie zginął i prognozę uznano za sukces.
Rozwój i zastosowanie radarów podczas II wojny światowej umożliwił użycie ich w śledzeniu pogody. W 1950 roku projekt o nazwie „Tornado Project” został wdrożony w Oklahomie i Kansas jako sieć 168 stacji meteorologicznych. Analizy danych z radiosond stały się ważnymi elementami prognozowania w projekcie.
W 1953 roku w ramach amerykańskiego biura prognoz powstał ośrodek o nazwie „Severe Local Storms Center” (SELS). SELS rozwinął prognozy w oparciu o parametry znalezione przez Fawbusha i Millera, wówczas powstał ważny meteorologiczny wskaźnik używany w meteorologii do dziś określany mianem lifted index.
Od lat 60. dysponuje się danymi radarowymi oraz zdjęciami satelitarnymi. W 1972 roku amerykańskie siły powietrzne opublikowały cykl przewodników „Miller’s Rules”, które stały się podstawą do prognozowania groźnych zjawisk pogodowych. W tym samym czasie dr T. Theodore Fujita opublikował sześciostopniową skalę, która na podstawie zniszczeń powodowanych przez tornada pomaga w ocenie prędkości wiatru w wirze.
Wraz z rozwojem systemów komputerowych zaczęły powstawać numeryczne modele pogodowe, które umożliwiły prognozę meteorologicznych zjawisk mezoskalowych. Wprowadzenie radaru Dopplera do meteorologii pozwalało nie tylko na mierzenie intensywności opadów, ale także na wykrywanie cyrkulacji powietrznych, które tworzą się przed i w czasie występowania tornada.

### Prognozy burz i tornad
W USA prognozy burzowe robione są przez Centrum Prognoz Burzowych (ang. Storm Prediction Center) z siedzibą w Oklahoma City. Centrum to wydaje prognozy co kilkanaście godzin oraz opisuje mezoskalową sytuację meteorologiczną m.in. przy wykorzystaniu modeli numerycznych. Prognozy te wykorzystywane są do ostrzeżeń, które są wydawane przez terenowe biura amerykańskiego Narodowego Serwisu Pogodowego (ang. National Weather Service). Obserwacje w czasie rzeczywistym polegają na zbieraniu danych z obserwacji satelitarnych, stacji pogodowych, balonów meteorologicznych, samolotów, teledetekcji wiatru, obserwacji wyładowań elektrycznych oraz radarów. Prognozy ze Storm Prediction Ceneter i inne informacje są wykorzystywane przez tzw. „łowców burz” oraz przez obserwatorów burz. W USA ostrzeżenia o tornadach wydawane są 15–30 minut przed ich pojawieniem się.

### Obserwatorzy burz i łowcy burz
Mimo że ostrzeżenia wystąpienia silnych burz i tornad w USA są podawane przez terenowe oddziały Narodowego Serwisu Pogodowego, to pewną rolę odgrywają obserwatorzy burz (ang. storm spotters) w terenie zajmujący się wykrywaniem i raportowaniem groźnych zjawisk pogodowych – gradu, silnych wiatrów i tornad. W latach 70. w USA zwiększono nacisk na szkolenie obserwatorów burz. Kandydatów wybierano spośród ochotników. Program ten został nazwany „Skywarn”. Zadaniem obserwatorów jest śledzenie groźnych zjawisk atmosferycznych i informowanie o nich lokalnych biur pogodowych. Pozwala to na szybkie wydawanie ostrzeżeń. W USA jest około 280 000 wyszkolonych obserwatorów burz. W Kanadzie powstała organizacja obserwatorów burz nazwana „Canwarn”. W Europie, w wielu krajach, organizowane są siatki obserwatorów pod wspólnym szyldem Skywarn Europe. Polska jest w tym gronie reprezentowana przez Polskich Łowców Burz (Skywarn Polska). Dodatkowo w Polsce działają liczne strony, oraz mniej lub bardziej sformalizowane organizacje meteorologiczne. Wśród nich najprężniej rozwijającą się grupą jest Sieć Obserwatorów Burz.
W Wielkiej Brytanii organizacja TORRO utrzymuje siatkę obserwatorów na terenie wysp brytyjskich.
Obserwatorzy burz są potrzebni do naocznego stwierdzenia obecności tornada. Najnowsze systemy radarowe nie wykrywają obecności tornada, a jedynie znaki wskazujące na możliwość jego pojawienia się (chociaż meteorolodzy z USA pracują nad nowymi algorytmami wykrywającymi trąby powietrzne). Tylko obserwator może stwierdzić, czy zagrożenie jest bliskie (np. gdy pojawił się lej kondensacyjny). Rola obserwatorów jest szczególnie duża na terenach oddalonych od radarów dopplerowskich, gdzie pomiary i wyniki są mniej dokładne (ze względu na wysokość wiązki radarowej). Poza tym nie wszystkie procesy pogodowe prowadzące do powstania tornad zostają wychwycone przez radar.
Obserwatorzy burz są szkoleni pod kątem wykrywania potencjalnie groźnych sytuacji. Uczą się rozróżniania zwykłych burz od superkomórek burzowych, a także dostrzegania sygnałów wskazujących na szybkie pojawienie się tornada w superkomórce (patrz: Tornado#Procesy fizyczne i cykl rozwoju tornad).
Tornada i gwałtowne burze są także obserwowane przez łowców burz, którzy na podstawie obserwacji radarowych, raportów, prognoz numerycznych starają się znaleźć w miejscu wystąpienia tornada.